# Cleistocactus candelilla
Cleistocactus candelilla là một loài thực vật có hoa trong họ Cactaceae. Loài này được Cárdenas mô tả khoa học đầu tiên năm 1952.

## Hình ảnh

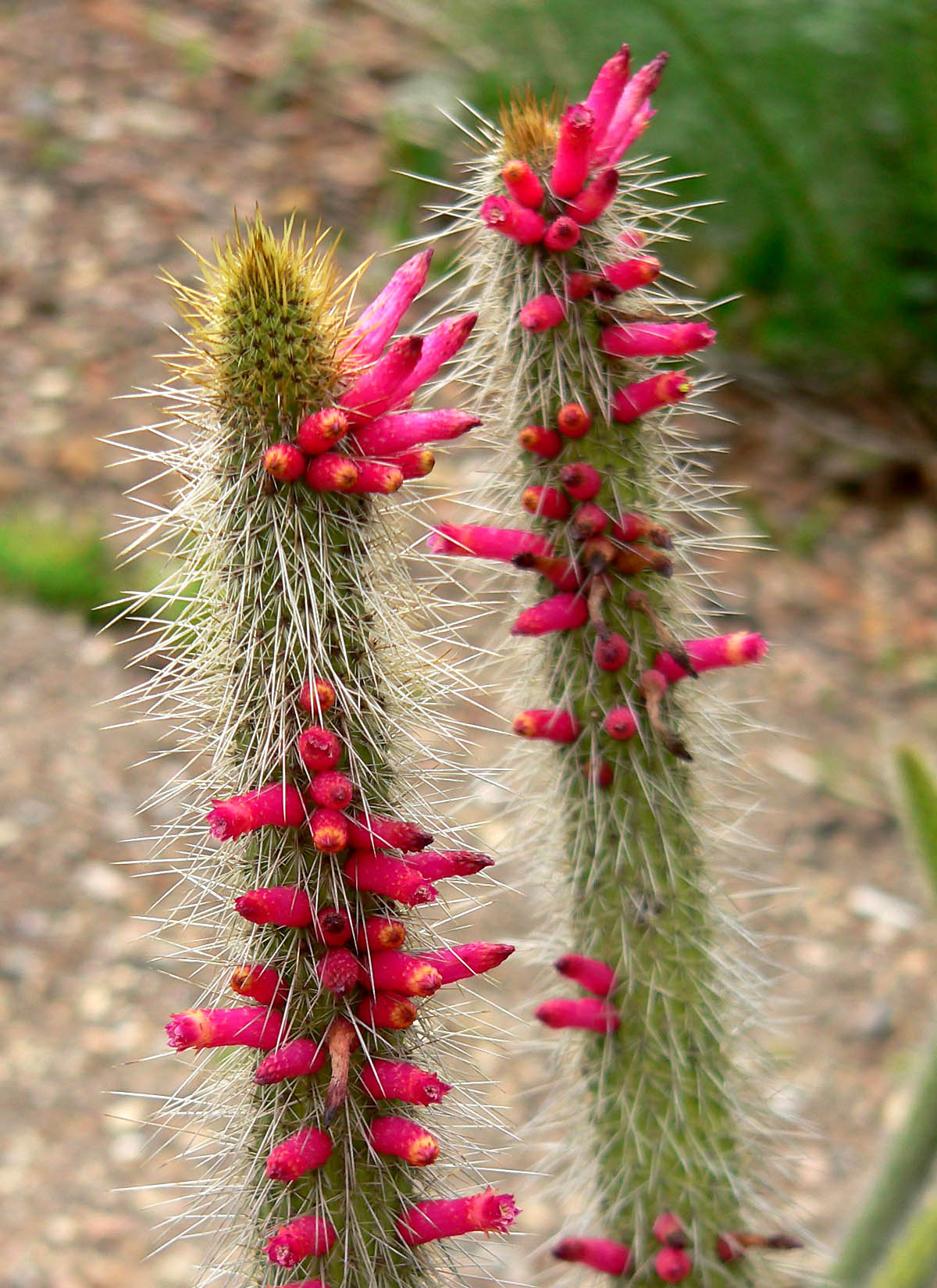
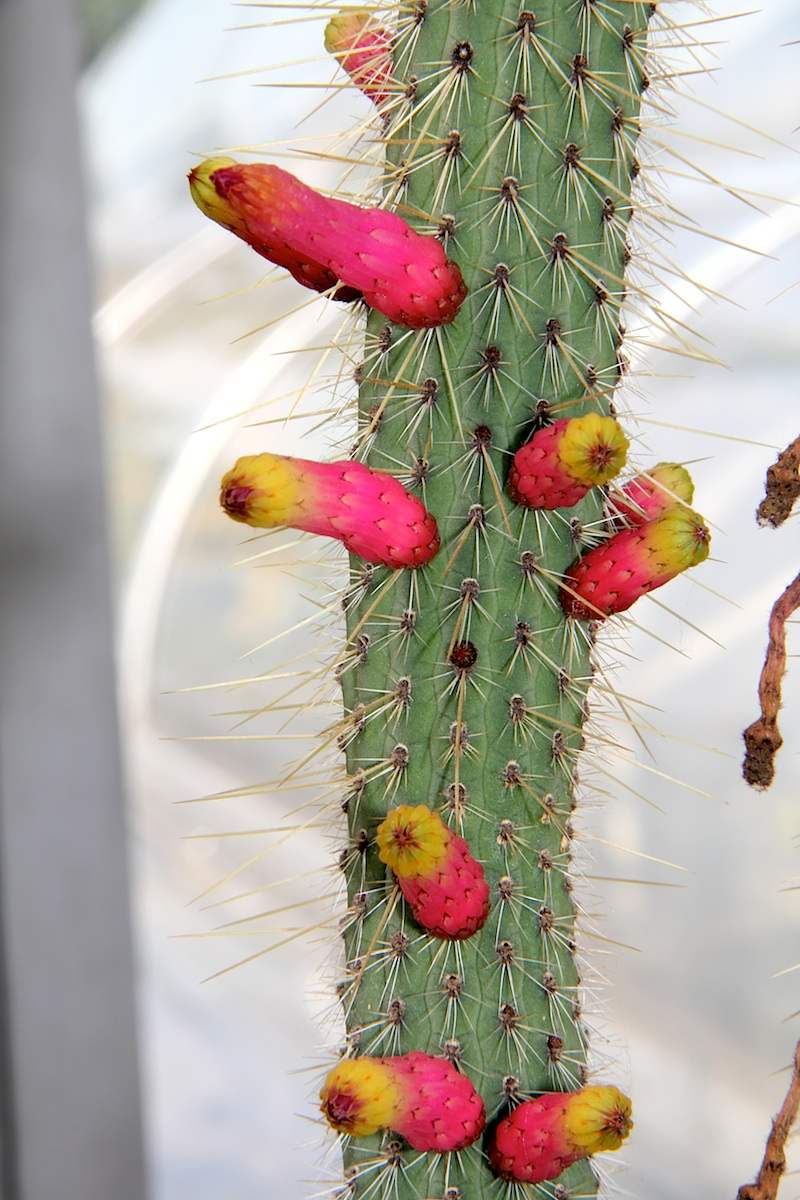
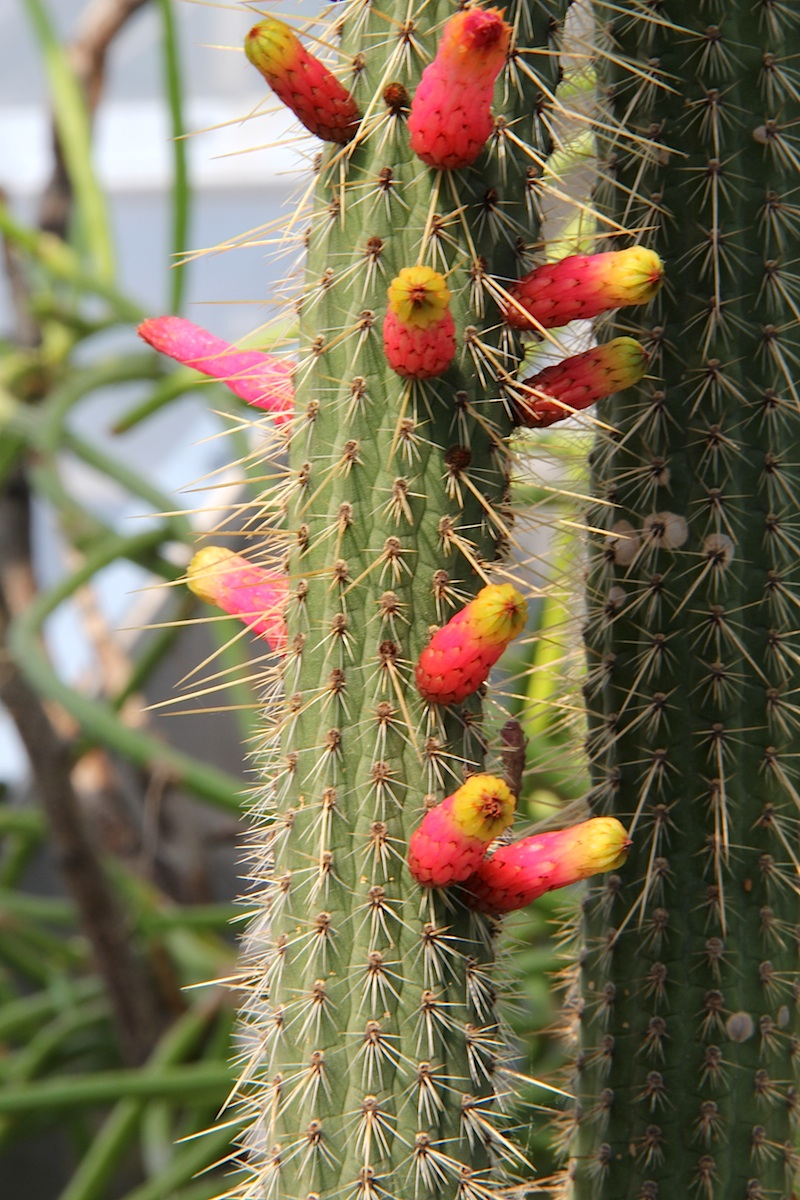